# Низам-ад-дин аль-Бирджанди
Низам ад-Дин Абд-ал-Али ибн Мухаммад ибн ал-Хусайн ал-Бирджанди (ум. ок. 1525) — известный тимуридский математик, астроном и правовед. Родился в Бирджанде. Работал в Исфахане. Был последователем астрономов Самаркандской школы Улугбека.
Написал «Комментарий к солнечному трактату об арифметике», «Книжку разъяснений о дружественных числах», «Трактат об астрономии», «Трактат о календаре», «Трактат о наблюдательных инструментах», «Книгу об определении времени между началом зари и восходом Солнца», комментарий к «Альмагесту» Птолемея в обработке Насир ад-Дина ат-Туси, комментарий к «Гурганскому зиджу» Улугбека и ряд комментариев к сочинениям Насир ад-Дина ат-Туси, ал-Каши и Кази-заде ар-Руми.
Вслед за ал-Кушчи обсуждал возможность движения Земли вокруг Солнца. По мнению ал-Бирджанди, если Земля вращается, её вращение не должно сказываться на ход земных процессов. При этом он приводил доводы, аналогичные доводам Галилея. Однако в конечном итоге ал-Бирджанди сделал вывод об отсутствии вращения Земли, поскольку эта гипотеза противоречит теории Аристотеля.